# 金炳興
金炳興（1937年7月11日—），香港電影評論家及導演，於1973年成立「火鳥電影會」推動香港電影製作文化。他是香港電影評論學會1995年創會時的組織成員，早於1960年代已投入影評行列。多年來歷任亞太影展、香港電影金像獎和金馬獎評審。

## 背景

### 早年生活
金炳興生於上海，於香港成長，早年居住在香港島西環一帶。他於1951年入讀昔日位於第三街的仿林中學附設小學，並於1952年完成小六年級學業，是該校首屆畢業生，在校時曾獲得乒乓球個人比賽季軍。而小學畢業後，他報讀位於堅道與衞城道交界的南僑中學，就讀中一年級那年贏得校內國語演講賽初中組獎項。後來他轉到西摩道仿林中學分校升讀高中，至1958年中六畢業，同年報考香港中文中學會考。出於生計考慮，金炳興於是前往國立臺灣大學修讀電機工程系學士學位，但1962年畢業後，選擇踏上自己喜歡的文藝之路。

### 事業發展
他留台之前已開始創作現代文學詩歌，留台期間更涉足翻譯西方文學著作範疇，曾於於1964年以詩作《齊》及《橫》奪得台灣《創世紀》發刊十周年詩創作獎。其時其發表的詩作多見於《創世紀詩刊》、《藍星詩頁》等刊物之內。另外，自崑南、王無邪、葉維廉等文化界人士於1958年成立香港現代文學美術協會之後，金炳興加入成為一員，且於1963年協助創辦文藝半月刊《好望角》（內有其投稿文章）。同期他開始參與主編《中國學生周報》電影版，又為月刊《大學生活》和《快報》副刊撰寫電影評論或作電影專論，於九龍塘實驗學院詩作坊教授作詩技巧。與他一起辦報的文藝愛好者則有羅卡、陸離、戴天、陳任、吳昊等等。而1960年代之前的香港電影圈尚未流行電影評論風氣，金炳興、震鳴（即吳昊的兄長吳振明）、譚家明全心投入以作者論理念評論西洋和香港電影的做法，成為了香港電影評論界別的先驅。其中金炳興一度嘗試把美國作者論提倡者安德魯·薩里斯（Andrew Sarris）的著作《The American Cinema》翻譯成中文以作推廣。結果經過一段時間後，影評漸見不錯的讀者反響，《星島晚報》文化版隨後開闢一個專欄，交由他、西西、羅卡、陸離、梁濃剛等數人執筆介紹近代電影觀念與發展潮流。
在1960年代後期，身為香港文學藝術協會、香港青年協會成員的金炳興，接手為邱剛健創立的《劇場》季刊雜誌譯寫影劇資訊或撰稿，也當過《明報》報社的電訊翻譯員。然後隨著邵氏電影公司出版《香港影畫》，主編朱旭華邀請金炳興撰文介紹西方電影理論、製作技術以及潮流動態。為了展現對電影的喜愛，金炳興把其興趣延伸到製作層面。他自1968年加入國泰機構擔任劉芳剛的副導演。他另一方面原來計劃與公司內負責拍攝電影劇照的攝影師吳漢霖合組公司拍攝紀錄片，然而因為籌不到足夠資金，人事關係上又出現問題，所以作罷。
工餘以外，金炳興受法國新浪潮影響，跟何藩、羅卡、石琪等一眾電影愛好者成立「大學生活電影會」，鑽研有關實驗電影的學問。直至1968年，他到意大利投考羅馬電影實驗中心（Centro Sperimentale di Cinematografia）學習不遂，1970年再度報讀兼留學當地。此前他於1969年3月以短片《雞肋》參加第一屆業餘電影展。當他於1971年返港後，他獲戴天引薦到導演胡金銓位於又一村藍塘道的辦公室當其助理。同時亦修讀由香港大學主辦的青年領袖班，曾到海棠路男童院實習。同年，金炳興任香港中文大學校外課程部電影文憑課程講師。及至1973年在文友支持下創立「火鳥電影會」，辦過實驗電影展。雖然金炳興於1976年先後加入無綫電視及佳藝電視任職劇本編審，有份製作《家變》、《抉擇》、《女人三十》、單元劇《急先鋒》之《姑嫂劫》（編導）、《風雲》、《龍仇鳳血》等電視劇集，此外還擔任無綫電視主辦的編劇訓練班導師，他仍不時投稿至一些電影書刊如《大特寫》周刊、《電影雙周刊》。
到了1980年代，金炳興於1981年轉投世紀電影公司任職創作主任。該段時期的他親身編寫電影劇本，當中《烈火青春》為他迎來1983年第2屆香港電影金像獎最佳編劇提名。又因邵氏電影公司與他簽了兩部片約，他如是在1983年以自編、自導方式執導其第一齣電影《我為你狂》。在評審方面，金炳興曾是亞太影展評審委員，1987年則是第6屆香港電影金像獎評選團成員之一。他同期於1982年及1983年兩度應邀任金馬獎評審，不過直到1988年三度任評審時，便因電影《學校風雲》未能以無刪減版本入圍角逐金馬獎而致電予評審組組長、中華民國電影處處長江傳清請辭。當年金炳興認為金馬評審制度積弊重重，自己提議評審過程公開的建議無被採立，令他作出辭任決定。
1990年，他移居加拿大多倫多，往後仍然筆耕不輟。1994年獲邀任第18屆香港國際電影節遴選顧問。2000年獲香港電影評論學會整理過往親筆影評，出版書集《丈八燈臺看電影》。

## 《烈火青春》禁映事件
1982年年尾，《烈火青春》原獲香港電視電影檢查處批准可以上映，惟個別教育團體以電影情節意識不良為由，向電視電影檢查處投訴。輔政司之後不但下令禁止放映《烈火青春》，而且指示處方刪剪部分菲林。最後觸發吳思遠、蔡瀾、麥當雄、金炳興等電影人成立香港電影工作人員反對重檢制度臨時委員會（後稱香港電影工業協會籌備委員會），促請政府檢討電檢制度。

## 個人生活
金炳興已婚，婚後育有子嗣。其本人支持八九民運。

## 演出
- 1967年：《實驗 002》（黃華成作品）[17][36]

## 幕後作品
執導電影
- 1969年：《雞肋》（實驗電影）
- 1984年：《我為你狂》

編劇
- 1977年：《C.I.D.》（單元〈聖女〉、無綫電視）
- 1981年：《凶榜》
- 1982年：《烈火青春》
- 1984年：《我為你狂》

其他
- 1979年：《行規》[3]（劇本顧問）
- 1982年：《賓妹》（劇本審閱）
- 1988年：《一樓一故事》（劇本顧問）

## 著作
- 2000年：《丈八燈臺看電影》

## 獎項紀錄
| 年份   | 頒獎典禮            | 獎項     | 影片         | 結果 | 備註                                                   |
| ------ | ------------------- | -------- | ------------ | ---- | ------------------------------------------------------ |
| 1983年 | 第2屆香港電影金像獎 | 最佳編劇 | 《烈火青春》 | 提名 | 與邱剛健、陳冠中、陳韻文、方令正以及譚家明共同獲得提名 |

## 外部連結
- 金炳興個人網誌 - 金炳興 ( Kam Ping Hing )
- 金炳興個人網誌（2）- 丈八燈臺看世界 pale passion （页面存档备份，存于）